# Birmingham
Birmingham este al doilea oraș ca mărime în Regatul Unit. Este un Burg Metropolitan în cadrul Comitatului Metropolitan West Midlands în regiunea West Midlands. Pe lângă orașul propriu-zis Birmingham, districtul conține și orașul Sutton Coldfield.
Centrul acestuia atrage mulți vizitatori datorită clădirilor din epoca Victoriană, incluzând Primăria, Consiliul local, Muzeul Orașului și Galeria de Artă cu colecțiile pre-Raphaelite. De asemenea, există  multe clădiri istorice precum Biserica Sf Martin din secolul al XIV-lea, Catedrala Sf Philip și Catedrala catolică Sf Chad. Importantă este și comunitatea musulmană locală, foarte mare, ce deține numeroase moschei, între care Moscheea Centrală din Birmingham.
- Listă de orașe din Regatul Unit

## Orașe înfrățite
- Chicago, Illinois, SUA
- Frankfurt, Germania
- Guangzhou, China
- Johannesburg, Africa de Sud
- Leipzig, Germania
- Nanjing, China
- Lyon, Franța
- Milano, Italia